# Manuelcha Prado

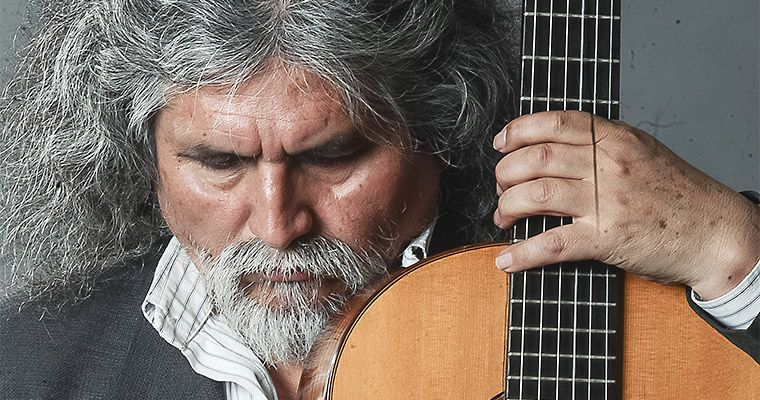
Manuelcha Prado, 2013

Manuel Prado Alarcón, bekannter unter dem Künstlernamen Manuelcha Prado (* 16. Juni 1957 in Puquio, Provinz Lucanas, Ayacucho, Peru), ist ein peruanischer Gitarrist, Sänger, Komponist und Sammler traditioneller Lieder auf Chanka-Quechua und Spanisch.

## Leben
Manuel Prado wuchs im überwiegend quechuasprachigen Puquio auf, wo er von 1967 bis 1972 die Sekundarschule (colegio) besuchte. Sein Kose- und späterer Künstlername Manuelcha bedeutet im südperuanischen Quechua „Manuelchen“ (kleiner Manuel). Mit zwölf Jahren begann er, Musik zu machen, und spielte zunächst in verschiedenen Musikgruppen, später dann als Solist. Von 1972 bis 1973 studierte er Elektronik an der Universidad Nacional de Educación Enrique Guzmán y Valle in Chosica und danach Anthropologie an der Universidad Nacional Mayor de San Marcos in Lima. Ein Vorbild als Folklore-Musiker aus der Region Ayacucho und Lehrer für Manuelcha Prado war der Gitarrist Jaime Guardia. Als Manuelcha Prado aus Puquio nach Lima kam, suchte er Guardia überall auf – „auf den Bergen, Ebenen und Sandflächen“, wie Prado sagt –, um ihn um Rat zu bitten.
Nach seinen Studienjahren kehrte Manuelcha nach Puquio zurück und zeichnete auf Reisen durch seine Heimatregion Ayacucho, insbesondere aber in Puquio zahlreiche traditionelle Lieder auf, die von Themen handelten wie Wasichakuy (Hausbau und Dachdecken), Wawa Pampay (Begräbnis von Kindern), Alba, Atipanakuy (Faustkämpfe, in anderen Regionen Takanakuy), Docecobray, Wallpa Waqay (Rufen der Hühner), der Danza de las tijeras („Scherentanz“), Ayla (Tanz mit Umzug der Jugendlichen beim Fest des Wassers), Torovelay („Verehrung des Stiers“, in Soras, Provinz Lucanas), aber auch Musik aus anderen Regionen Perus, darunter Saqsaywamanpi („in Saqsaywaman“) aus der Region Cusco. Die meisten von ihm gesammelten Stücke aus Ayacucho, insbesondere die Huainos, werden traditionell zu einer Begleitung mit Harfe und Geige gesungen, doch arbeitete er die Musik für Begleitung auf Gitarre um. 1981 erschien sein erstes Album Guitarra indígena, und ein Jahr darauf machte er seine erste internationale Tour. Es folgten eine Reihe weiterer Alben, die ihn als peruanischen Gitarristen auch international bekannt machten. Zusammen mit Raúl García Zárate und Javier Echecopar veröffentlichte er auch ein Liederbuch, Música para guitarra del Perú, das in peruanischen Musikschulen viel genutzt wird.
Manuelcha Prado sang auch einige Lieder des ebenfalls aus der Region Ayacucho stammenden Liedermachers Carlos Falconí Aramburú, darunter Ofrenda (1982), ein Text auf Quechua, der den Bewaffneten Konflikt in Peru aus Sicht der indigenen Quechua in Huamanga (Ayacucho) beschreibt. Mit Carlos Falconí brachte Prado 1996 die CD Romance guitarrero heraus.
Zwischen 1978 und 1979 spielte Manuelcha bei zwei Theaterstücken mit, bei denen es sich um Dramatisierungen von Erzählungen des Schriftstellers José María Arguedas handelte: Amor Mundo und Yawar Fiesta, unter der Regie von Vidal Luna.

## Diskographie
- 1981: Guitarra Indígena
- 1985: Testimonio Ayacuchano
- 1987: Guitarra y Canto del Ande
- 1992: Sixtucha&Manuelcha Prado
- 1994: 25 Aniversario
- 1996: Romance de Guitarrero, para Trilucero
- 1998: Cavilando
- 1999: Kukulinay
- 2000: Saqra
- 2003: El Solterito
- 2003: Poesía Quechua
- 2007: Madre Andina
- 2012: Vidallay Vida

## Veröffentlichungen
- 1990, mit Raúl García Zárate und Javier Echecopar: Música para Guitarra del Perú